# Kilbolane Castle
Kilbolane Castle (irisch Caisleán Chill Bhláin) ist die Ruine einer historischen Festung auf dem Kilbolane Hill, etwa 500 Meter nördlich des Dorfes Milford im irischen County Cork. Die Niederungsburg wurde im 15. oder 16. Jahrhundert errichtet, allerdings im normannischen Stil des 13. Jahrhunderts mit hohen Mauern, an die runde Wachtürme angebaut wurden, umschlossen von einem Burggraben, ähnlich wie Liscarroll Castle oder Ballincollig Castle.
Das Gelände, auf dem die Burg steht, gehörte der Kirche. Die Bischöfe von Cloyne waren laut Pipe Roll von Cloyne von 1291 Besitzer. Laut Father Vaughan hatten die Synans Interesse an dem Ort, bevor sie in die Gegend von Doneraile zogen. Kilbolane Castle wurde bald nach der Ankunft von Strongbow und den Anglonormannen errichtet, wahrscheinlich als Festung für die De Cogans. Später erwarben sie die Earls of Desmond und der FitzGibbon-Zweig der FitzGeralds. 1587 wurde die Burg an Hugo Cuffe verlehnt, der allerdings in der Gegend keine wirkliche Macht ausüben konnte, und 1590 fiel sie indirekt an die FitzGibbons zurück, als sie an Sir William Power verlehnt wurde, den Gatten von Helena FitzGibbon.
Kilbolane Castle wurde 1642 von Cromwells Armee zerstört, wobei nur zwei der Türme intakt blieben. Als die Überreste der alten Kirche beseitigt wurden, wurde das Familiengrab der Synans, das mit der Jahreszahl 1446 versehen ist, in das neue Gebäude verlegt.
Den Ostturm der Burg erwarb Captain John Nicholls, der an der Einfriedungsmauer ein ebenerdiges Haus errichten ließ und das Anwesen an seinen ältesten Enkel John Bowen vererbte. John Bowen ließ mit dem Bau von Kilbolane House am Ende des Burggartens bald nach 1695 beginnen. Eine neue Kirche wurde 1832 errichtet, hauptsächlich auf Kosten des Reverend J. Bruce mit Unterstützung der Ecclesiastical Commissioners of Ireland.
1897 kaufte Hannigan die Ruinen von Kilbolane Castle, die etliche Jahre leergestanden hatten. Der Südturm und der westliche Teil der Mauer sind heute unbeschädigt erhalten und werden vom Board of Works gepflegt. Der Anblick von Südwesten vermittelt einen Eindruck von der Großartigkeit der Burg mit ihren hohen Mauern und ihrem bedrohlichen Turm. Die Burgruine gilt als National Monument.